# Carl Wassén
Carl "Calle" Wassén, född 16 mars 1990 i Stockholm, är en svensk idrottsman inom drakbåtspaddling och styrkelyft. Wassén bor i Stockholm och tävlar för Kajakklubben Eskimå. Han studerar vid Gymnastik- och Idrottshögskolan.
Wassén är en av de få svenskar som varit regerande mästare i drakbåt på SM, EM och VM samtidigt, tillsammans med Christoffer Carlsson, Sebastian Ekfält och Rasmus Gramer. 
Den första mästerskapsmedaljen tog Wassén under drakbåts-VM 2012 i Milano i 10manna herr 2000 meter, på höger sida på rad 4. Detta är ett av få lopp han kört på höger sida, då han vanligtvis är en utpräglad vänsterpaddlare med samtliga övriga medaljer på vänster sida, däribland EM-guld på drakbåts-EM 2015  i 20manna mixed 200 meter och medaljer i samtliga valörer från drakbåts-VM 2013. 

## Meriter
IDBF VM
- Welland 2015
  - Brons 20manna mix 200m (U24)[2]
  - Brons 20manna mix 2000m (U24)[2]

- Szeged 2013
  - Guld 10manna herr 200m (U24)[3]
  - Silver 20manna mix 1000m (U24)[3]
  - Brons 20manna mix 500m (U24)[3]

ICF VM
- Poznan 2014
  - Brons 20manna mix 500m [4]

- Milano 2012
  - Silver 10manna herr 2000m

ECA EM
- Auronzo di Cadore 2015
  - Guld 20manna mix 200m [5]
  - Brons 20manna mix 500m [6]
  - Brons 20manna mix 2000m [7]
  - Brons 10manna mix 200m [8]
  - Brons 10manna herr 200m [9]
  - Brons 10manna herr 2000m [10]

SM
- Jönköping 2017
  - Silver 10manna mix 200m
  - Silver 10manna mix 500m

- Nyköping 2015
  - Guld 10manna mix 200m
  - Silver 10manna mix 500m

- Jönköping 2014
  - Guld 10manna mix 200m
  - Guld 10manna mix 500m

## Bildgalleri

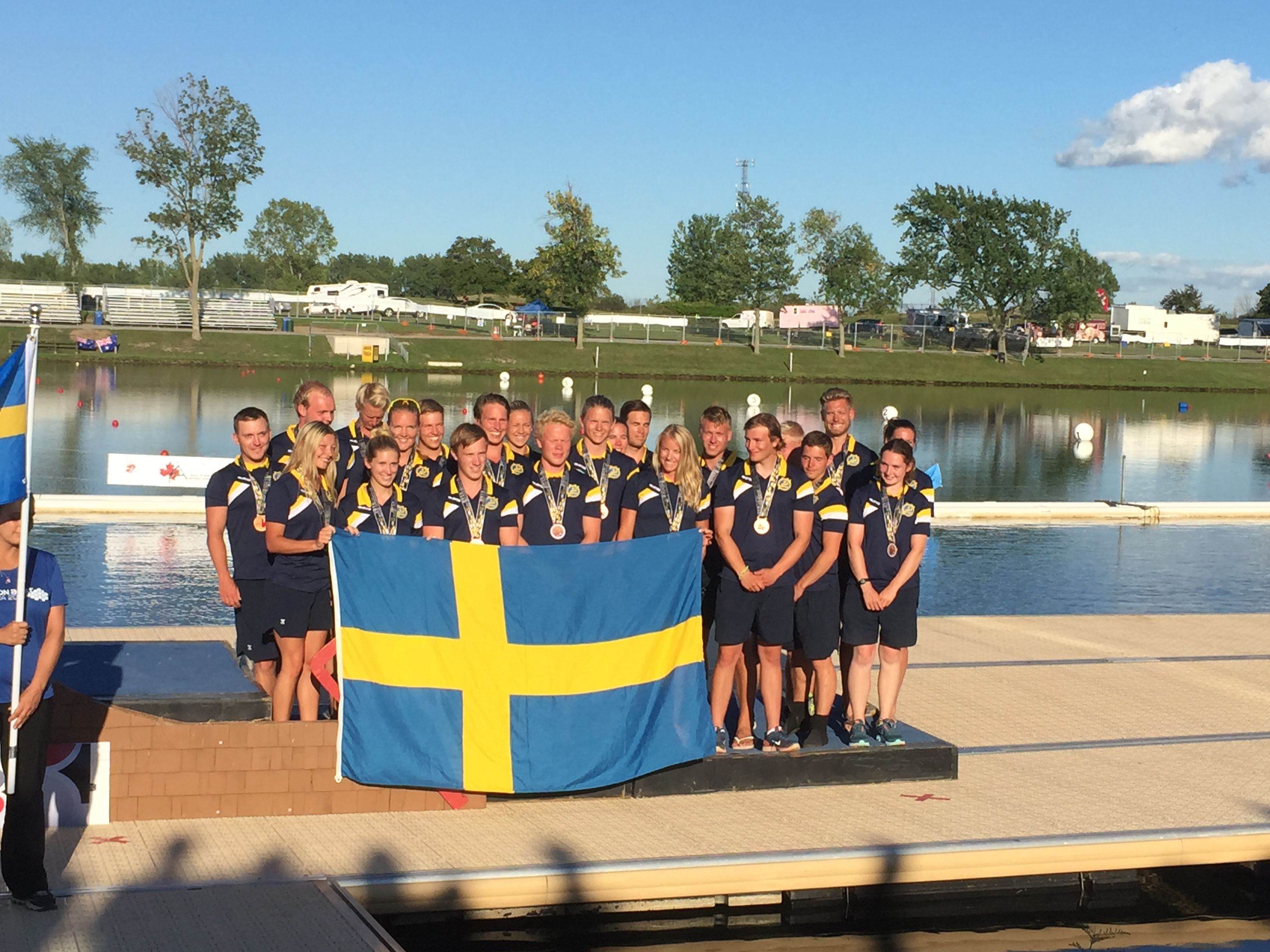
Medaljceremoni, VM-brons i U24, 200m 2015
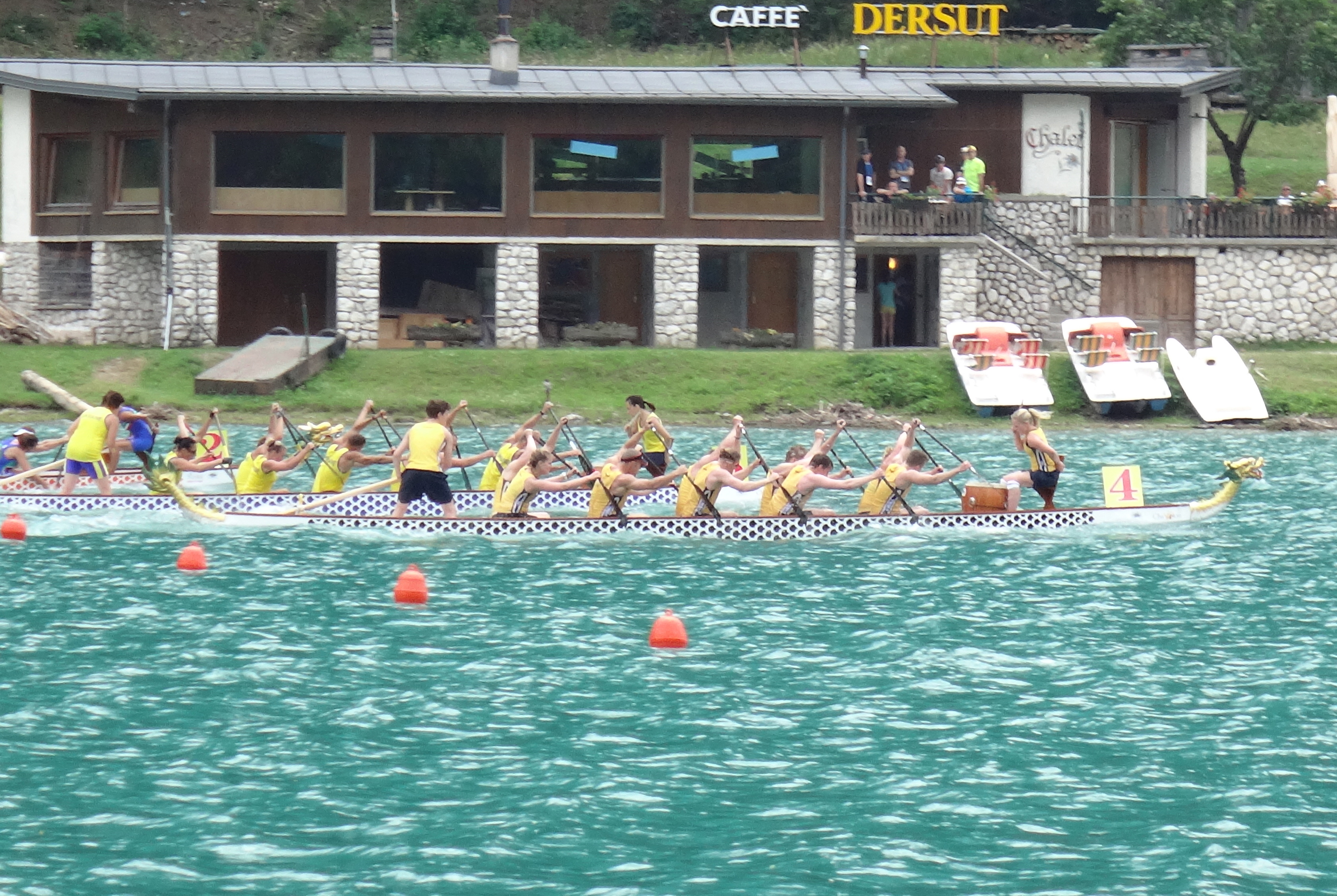
Försöksheat, EM 2015
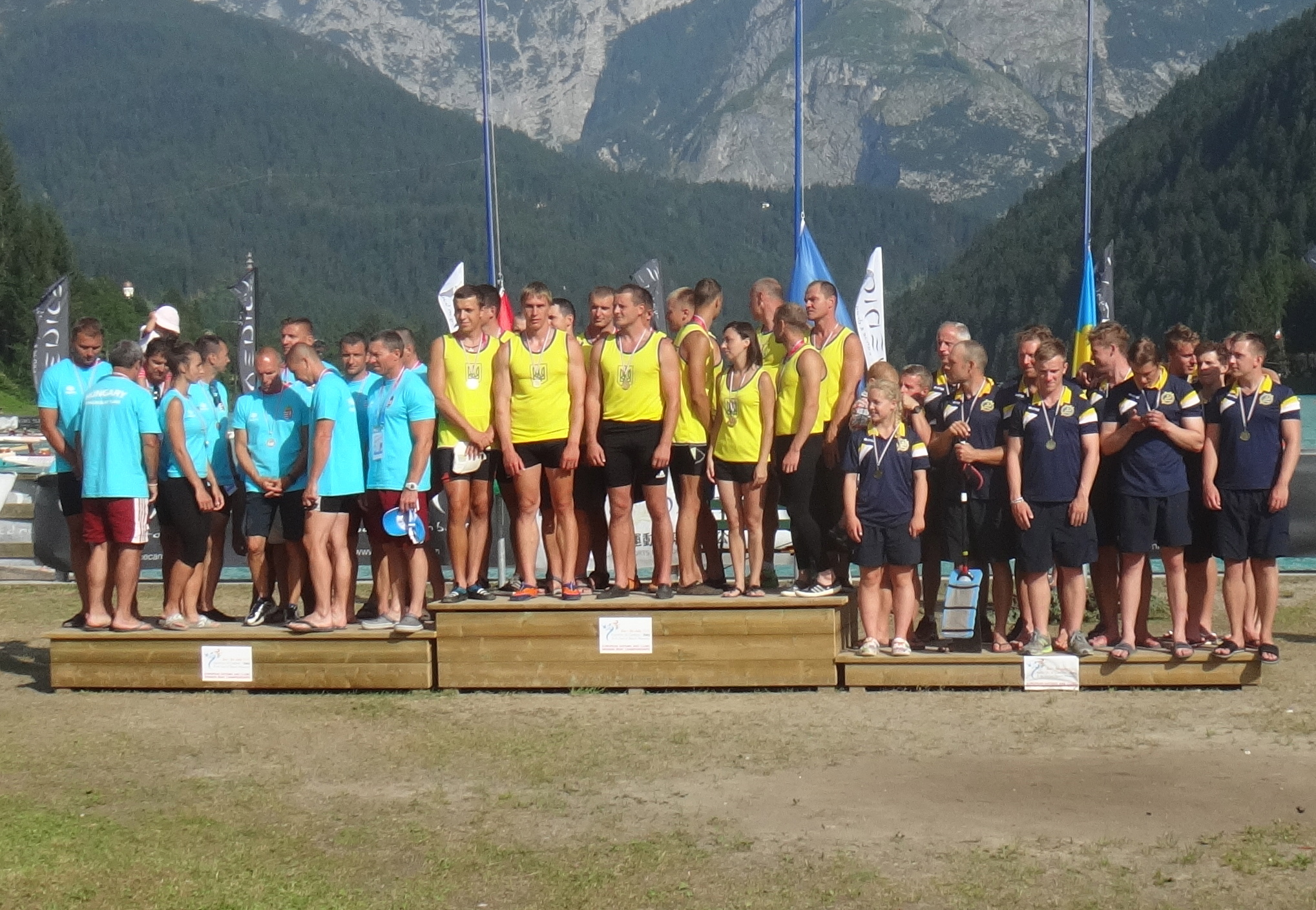
Medaljceremoni, EM-brons i senior, 200m 2015
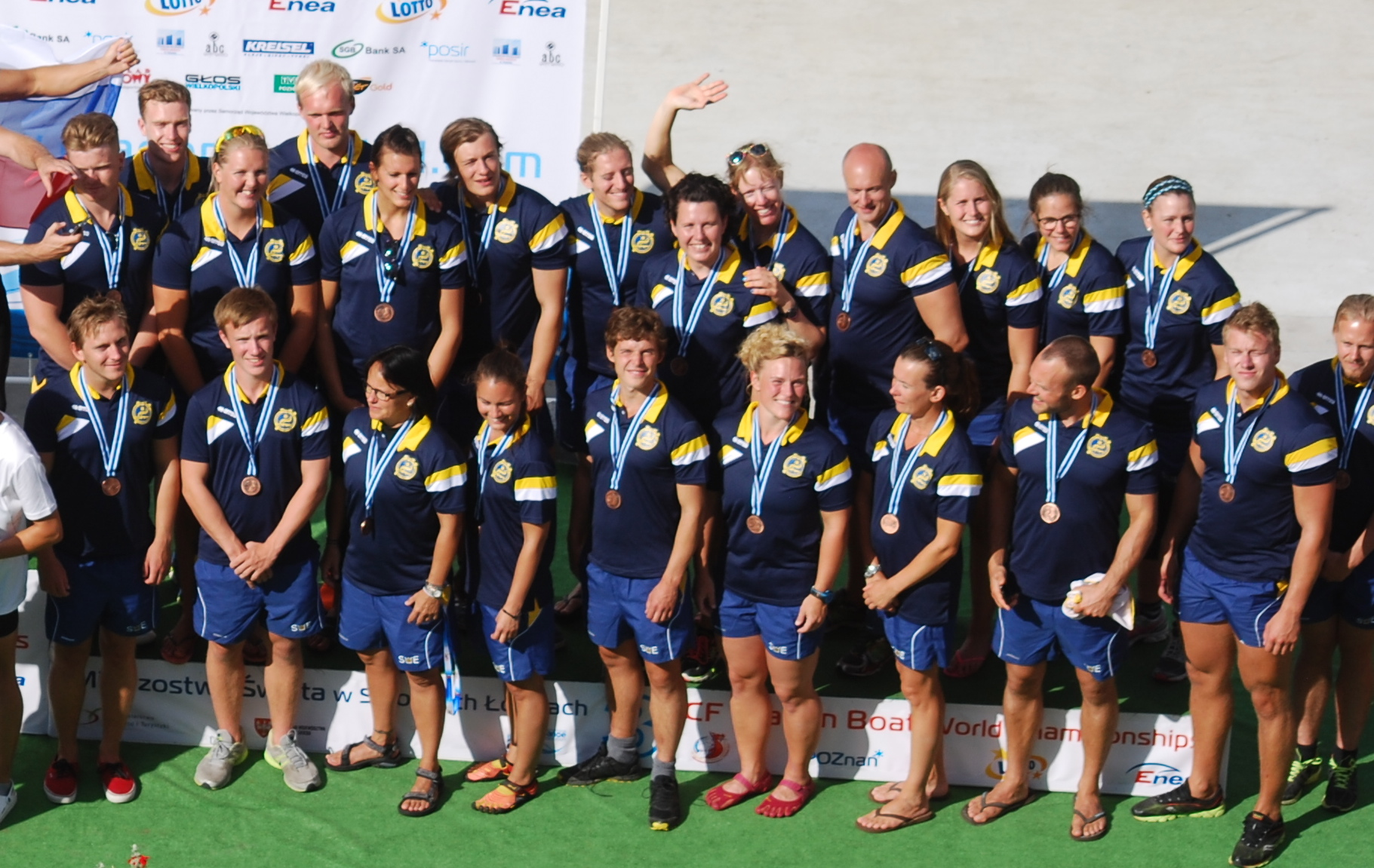
Medaljceremoni, VM-brons i senior, 500m 2014
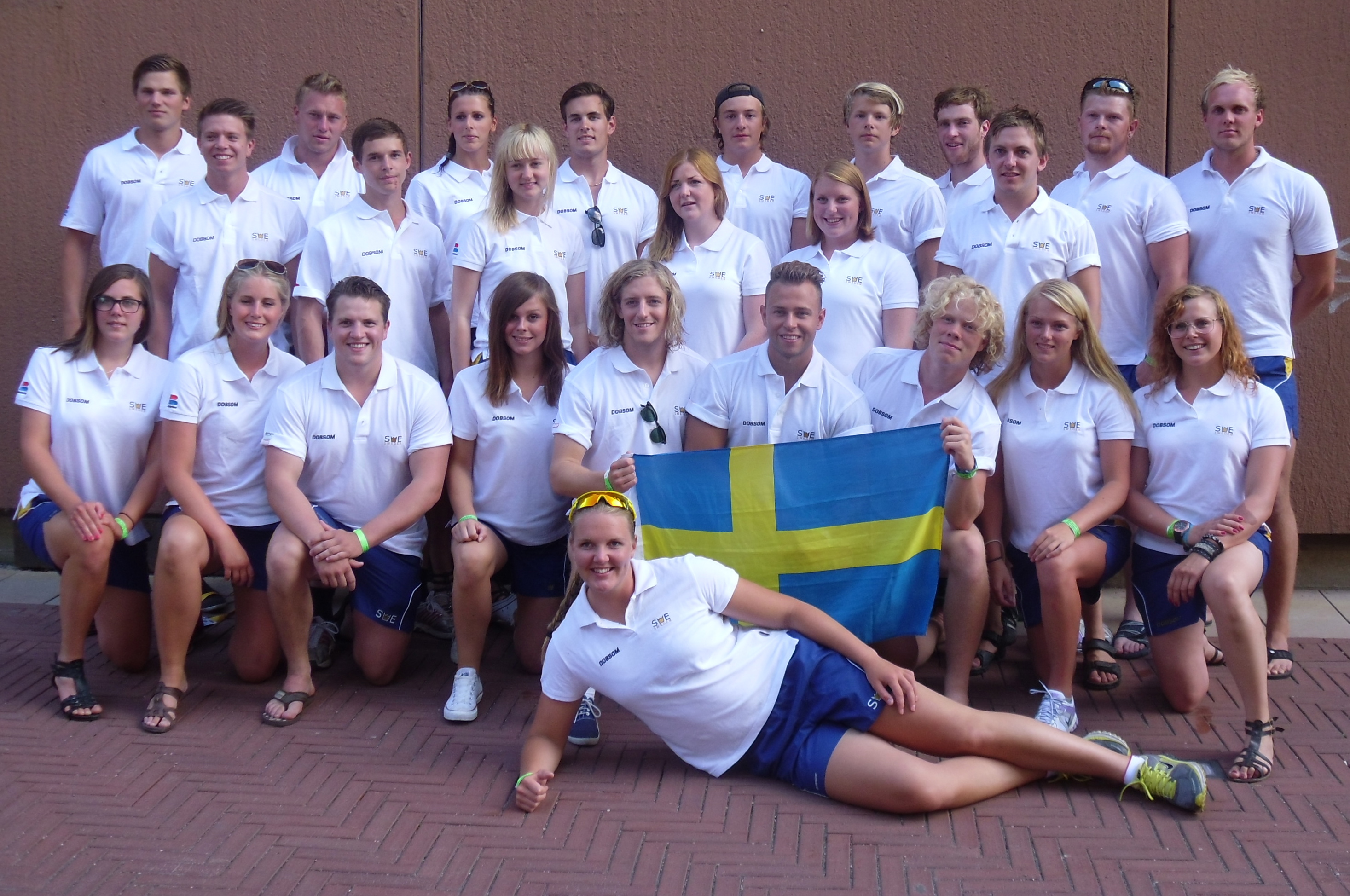
Lagfoto, VM-brons i U24, 500m 2013
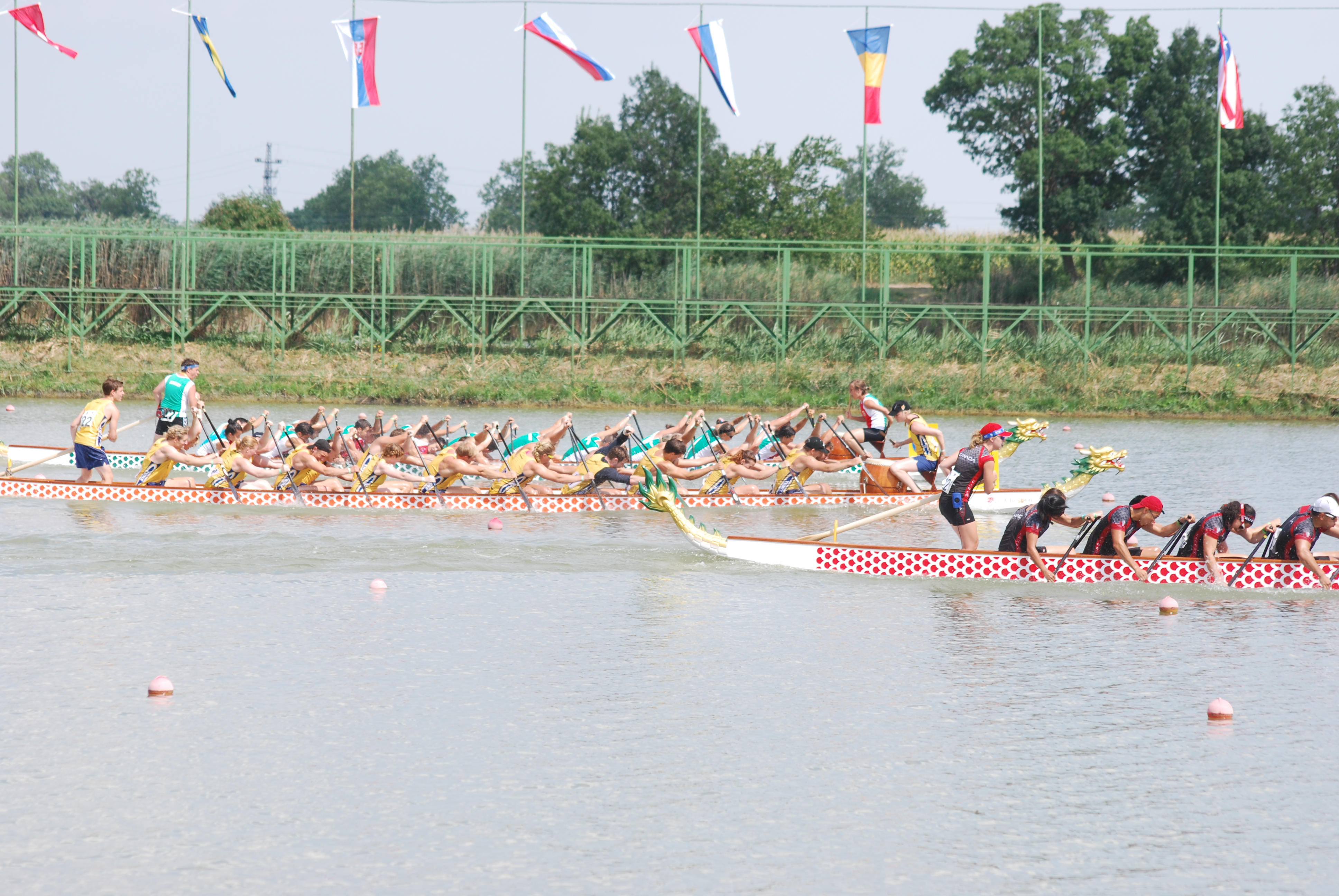
VM-final, VM-silver i U24, 1000m 2013
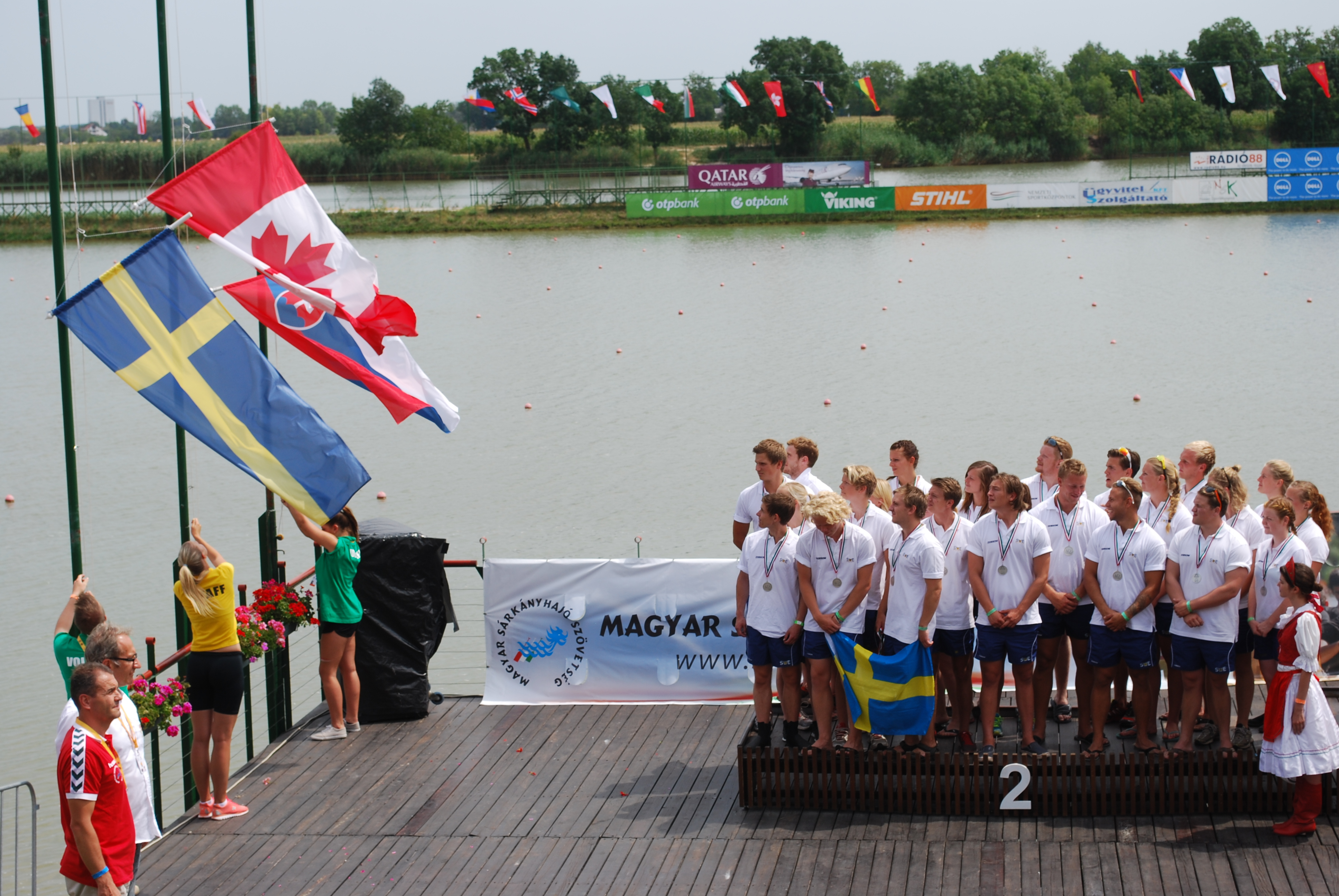
Medaljceremoni, VM-silver i U24, 1000m 2013
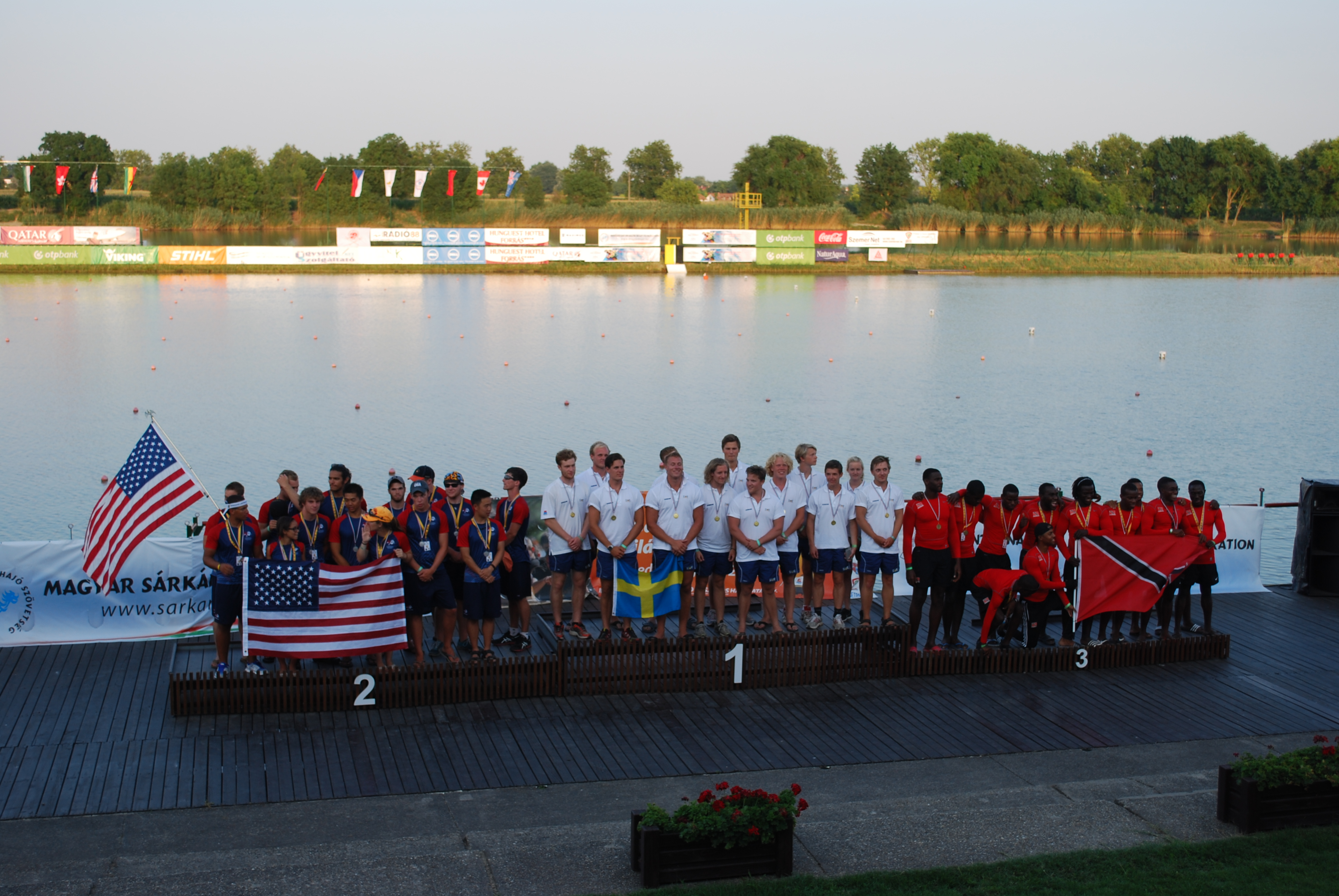
Medaljceremoni, VM-guld i U24, 200m 2013
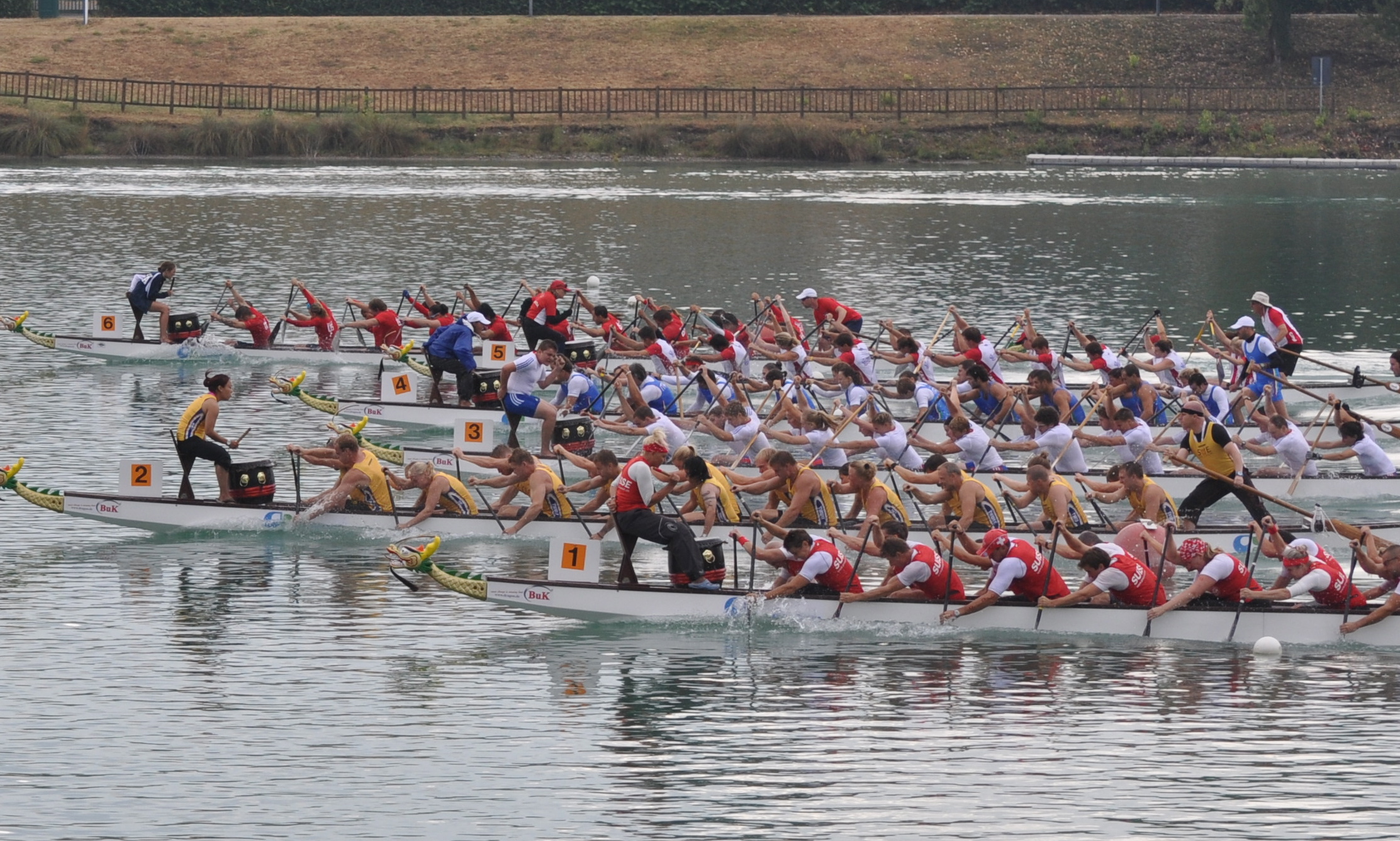
Landslagsdebut, 500m i senior, VM 2012